# Vườn quốc gia Eurobodalla

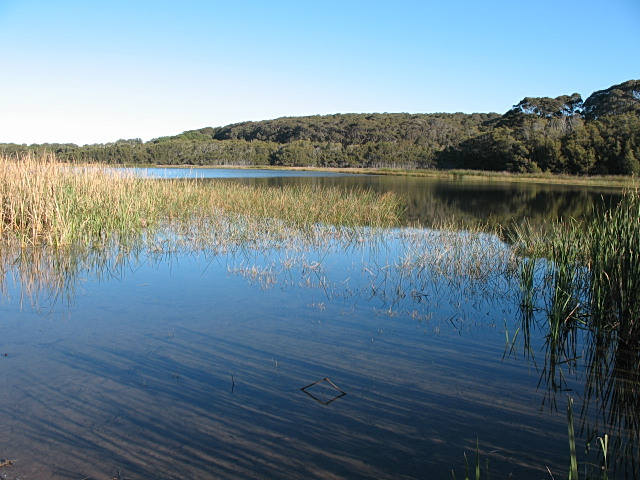
Hồ nước ngọt

Vườn quốc gia Eurobodalla là một vườn quốc gia ở bang New South Wales, Úc, cách thành phố Sydney 268 km về phía tây nam, gần các thành phố Narooma và Moruya.

## Các điểm đặc biệt

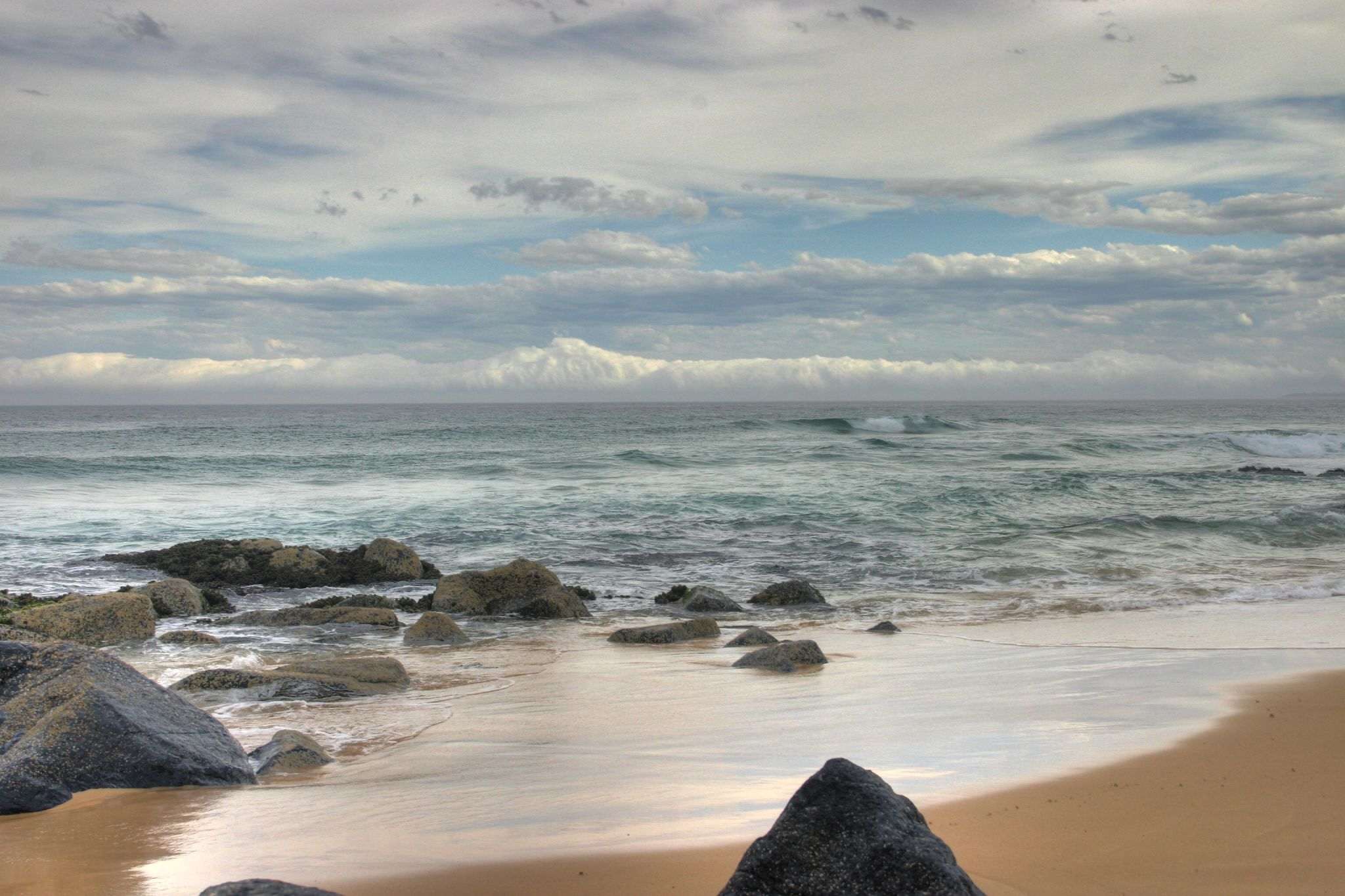
Bãi biển 1080

Các cảnh đáng chú ý trong vườn:
- Xác đổ nát của SS Monaro
- Trạm Pilot, South Head Moruya
- Nghĩa trang Toragy Point
- Xác đổ nát của Kameruka